# هاريت بويرز
كانت هاريت بويرز (29 أكتوبر 1837- 1 يناير 1910) عبدةً أمريكية أفريقية وفنانة شعبية وصانعة لحف من ريف ولاية جورجيا. استخدمت تقنيات الأبلكة التقليدية لتدوين الأساطير المحلية وقصص الكتاب المقدس والأحداث الفلكية على لحافها. من المعروف أن اثنين فقط من لحفها قد بقيا: لحاف الإنجيل 1886 واللحاف التصويري 1898. تعد لحفها من بين أفضل النماذج عن صناعة الألحفة الجنوبية في القرن التاسع عشر. تُعرض أعمالها في المتحف الوطني للتاريخ الأمريكي في واشنطن العاصمة ومتحف الفنون الجميلة في بوسطن بولاية ماساتشوسيتس.

## سيرة حياتها

### نشأتها
وُلدت بويرز عبدة بالقرب من أثينا بولاية جورجيا. يذكر المؤرخون أنها أمضت حياتها الباكرة في مزرعة يملكها جون ونانسي ليستر في مقاطعة ماديسون، جورجيا، حيث يُعتقد أنها تعلمت الخياطة من عبيد آخرين أو من معلمتها.
على الرغم من أن مقال شيكاغو تريبيون عن المعرض الدولي لولايات القطن يشير إلى بويرز كجاهلة وأمية، وإلى أنها لم تتعلم قصص الإنجيل سوى من «آخرين أكثر حظًا»، اكتشفت مؤرخة صناعة اللحف كيرا إي. هيكس خلال بحثها في كتابها هذا ما أنجزته: لحف إنجيل هاريت بويرز وقطع أخرى رسالةً كتبتها بويرز تشرح فيها كيف نالت تعليمها وأنها تعلمت قصص الإنجيل، الأمر الذي كان بمثابة إلهام لعملها في صناعة اللحف، من خلال دراستها للإنجيل.
في عام 1855، في عمر الـ18، تزوجت بويرز أرمستاد بويرز. وأنجبا 9 أولاد على الأقل. عرّف أرمستاد بويرز زوج هاريت نفسه على أنه «عامل مزرعة» في التعداد السكاني لعام 1870، وأُدرجت هاريت على أنها «ربة منزل» وعاش الأولاد الثلاثة اماندا وليون خوسيه (ألونزو) ونانسي في المنزل. في ثمانينيات القرن التاسع عشر، بعد إطلاق سراحهم في نهاية الحرب الأهلية، كانوا يمتلكون أربعة أفدنة من الأراضي وكان لديهم مزرعة صغيرة. خلال تسعينيات القرن التاسع عشر، وبسبب الصعوبات المالية، باع زوجها أجزاءً من أراضيهم تدريجيًا وتخلّف عن تسديد الضرائب، وفي نهاية المطاف رحل عن هاريت ومزرعتهم في عام 1895. لم تتزوج بويرز مرة أخرى وربما أعالت نفسها بالعمل كخياطة. عاشت معظم حياتها في مقاطعة كلارك، بشكل رئيسي في ساندي كريك وباك برانش.

### المسيرة المهنية
في عام 1886 بدأت بويرز بعرض لحفها. كان لحافها الأول، الذي عُرف بلحاف الإنجيل، قد عُرض في معرض أثينا للقطن في عام 1886، وهذا اللحاف يوجد الآن في مؤسسة سميثسونيان. في المعرض رأت جيني سميث، فنانة ومدرّسة للفنون من معهد لوسي كوب، اللحاف الذي وجدته رائعًا وطلبت أن تشتريه، إلا ان بويرز رفضت بيعه. ومع ذلك، بقيت المرأتان على اتصال، وعندما واجهت بويرز صعوبات مالية بعد أربع سنوات، وافقت على بيع القطعة مقابل 5 دولارات، بعد أن كانت قد طلبت 10 دولارات خفضتها سميث إلى 5. في الوقت نفسه، شرحت بويرز بوضوح الصور التي كانت على اللحاف، سجلت سميث هذه الشروحات وأضافت ملاحظات خاصة بها في مذكراتها الشخصية. من المحتمل أن سميث أوضحت المحتوى المسيحي في روايتها. تواصلت بويرز بشكل بصري عبر لحفها القصصية عن مواضيع من تجربتها الخاصة وتقنيات من الحرف القديمة من الأمريكيين الأفارقة.
تاريخ اللحاف الثاني غير واضح. تشير إحدى الروايات إلى أنه كان قد بيع إلى زوجات أعضاء كلية جامعة أتلانتا اللواتي كن قد رأين اللحاف الأول في معرض ولايات القطن في أتلانتا في عام 1895، حين انفصلت بويرز عن زوجها. وفقًا لمصدر آخر، كان اللحاف قد بيع في ناشفيل، تينيسي، في عام 1898.